# Benoît Jacquot
Benoît Jacquot (Parijs, 5 februari 1947) is een Frans filmregisseur en scenarioschrijver. Hij draait bijna uitsluitend drama's. De meeste scenario's van zijn films schrijft hij zelf of in samenwerking. Hij verfilmt ook heel wat literaire werken.

## Biografie
Hij begon zijn filmloopbaan in 1966 als stagiair op de set van Angélique et le Roy, de derde uit een heel succesrijke reeks van vijf Angélique-films van Bernard Borderie. Hij deed verder ervaring op als regieassistent van onder meer Marguerite Duras. Naar haar werk zou hij later nog twee documentaires verwezenlijken.
Hij leefde enkele jaren samen met Dominique Sanda met wie hij drie films draaide in de jaren tachtig. Later werd hij de partner van Judith Godrèche, die als 15-jarige met hem ging samenwonen. Ook zij trad op in enkele van zijn films. In 2024 noemde Godrèche haar relatie met de regiseeur een vorm van 'kindermisbruik'. Met de actrice Anne Consigny kreeg Jacquot twee zonen, Louis (1994) en de acteur Vladimir Consigny (1989), die hij diens eerste filmrol gaf in Gaspard le bandit, een televisiefilm over Gaspard de Besse, de Provençaalse Robin Hood. Ondertussen leeft hij niet meer samen met haar.
Hij wordt beschouwd als een vrouwenregisseur. In die hoedanigheid is hij een van de favoriete cineasten van Isabelle Huppert die zes keer met hem samenwerkte.
In 2024 werd hij tevens beschuldigd van verkrachting door de Franse actrice Isild Le Besco.

## Filmografie

### Regieassistent
- 1966: Angélique et le Roy (Bernard Borderie)
- 1968: Les Jeunes Loups (Marcel Carné)
- 1972: Nathalie Granger (Marguerite Duras)
- 1974: La Femme du Gange (Marguerite Duras)
- 1975: India Song (Marguerite Duras)

### Kortfilms
- 1993: La Mort du jeune aviateur anglais (documentaire naar het gelijknamig werk van Marguerite Duras)
- 1993: Écrire (documentaire naar het gelijknamig werk van Marguerite Duras)
- 1994: 3000 scénarios contre un virus: het deel Mère séropositive

### Middellange films
- 1983: Une villa aux environs de New York (naar hoofdstuk 3 van de roman Amerika van Franz Kafka)
- 1988: Louis-René des Forêts interrogé par Jean-Benoît Puech (video)
- 1988: Le Voyage au bout de la nuit (adaptatie van een onemanshow van Fabrice Luchini)

### Langspeelfilms
- 1975: L'Assassin musicien
- 1977: Les Enfants du placard
- 1981: Les Ailes de la colombe (naar de roman The Wings of the Dove van Henry James)
- 1985: Corps et biens
- 1987: Les Mendiants
- 1990: La Désenchantée
- 1995: La Fille seule
- 1997: Le Septième Ciel
- 1998: La Fausse Suivante (naar het gelijknamige toneelstuk van Marivaux)
- 1998: L'École de la chair (naar de gelijknamige roman van Yukio Mishima)
- 1998: Par cœur (adaptatie van een onemanshow van Fabrice Luchini)
- 1999: Pas de scandale
- 2000: Sade
- 2001: Tosca (naar de gelijknamige opera van Puccini)
- 2002: Adolphe (naar de gelijknamige roman van Benjamin Constant)
- 2004: À tout de suite (naar de autobiografische roman J'avais dix-huit ans van Élisabeth Fanger)
- 2006: L'Intouchable
- 2009: Villa Amalia
- 2010: Au fond des bois
- 2012: Les Adieux à la reine
- 2014: Trois coeurs
- 2015: Journal d'une femme de chambre
- 2016: À Jamais
- 2018: Eva
- 2019: Dernier Amour

### Televisie
- 1974: Jacques Lacan: la psychanalyse
- 1976: Deller: Portrait d'une voix
- 1988: Elvire-Jouvet 40 (verfilming van een schouwspel naar Molière et la comédie classique van Louis Jouvet)
- 1987: La Scène Jouvet (documentaire)
- 1988: La Bête dans la jungle
- 1990: Dans la solitude des champs de coton (naar het gelijknamige toneelstuk van Bernard-Marie Koltès)
- 1992: Emma Zunz
- 1994: La Vie de Marianne (tweedelige verfilming van de gelijknamige roman van Marivaux)
- 1995: La Place Royale ou l'Amoureux extravagant (naar de gelijknamige komedie van Pierre Corneille)
- 1996: Un siècle d'écrivains: J.D. Salinger (documentaire)
- 2004: Princesse Marie (tweedelige verfilming van het leven van Marie Bonaparte)
- 2006: Gaspard le bandit
- 2010: Werther (verfilming van de opera van Jules Massenet aan de Opéra de Paris)
- 2011: Les Faux-monnayeurs (naar de gelijknamige roman van André Gide)

## Prijzen
- 2012: Les Adieux à la reine: Prix Louis-Delluc
- 2013: Les Adieux à la reine: Césars voor beste decor, beste kostuums en beste opname

- Bibsys: 90691775
- Biblioteca Nacional de España: XX5083415
- Bibliothèque nationale de France: cb13945206s (data)
- CiNii: DA14041141
- Gemeinsame Normdatei: 131855824
- International Standard Name Identifier: 0000 0001 2141 6820
- Library of Congress Control Number: n97846257
- MusicBrainz: a1203683-5067-40fe-9880-9f6dd3cafcfa
- Nationale Bibliotheek van Tsjechië: jo2005267784
- Nationale Bibliotheek van Israël: 987007432737405171
- Nederlandse Thesaurus van Auteursnamen: 119688476
- Réseau des bibliothèques de Suisse occidentale: 02-A003417167
- SNAC: w65459gn
- Système universitaire de documentation: 057560102
- Union List of Artist Names: 500333961
- Virtual International Authority File: 84170579
- WorldCat: E39PBJrCfgHk7dccTwj9RD4cyd